# Émilien (langue)
Pour les articles homonymes, voir Émilien (homonymie).
 (octobre 2009).
Si vous disposez d'ouvrages ou d'articles de référence ou si vous connaissez des sites web de qualité traitant du thème abordé ici, merci de compléter l'article en donnant les références utiles à sa vérifiabilité et en les liant à la section « Notes et références ».
L'émilien est une langue gallo-italique parlé en Émilie, en Italie. Elle constitue avec le romagnol l'ensemble émilien-romagnol.

## Répartition géographique
Les variétés constituant l'émilien sont parlées dans la région de l'Émilie, laquelle coïncide grosso modo avec les provinces de Plaisance, Parme, Reggio Emilia, Modène et Ferrare, ainsi qu'avec une partie de la province de Bologne, jusqu'au fleuve Sillaro.
 L'émilien est aussi présent dans la province de Rovigo, anciennement appelée Transpadane Ferraraise, un territoire qui a appartenu à l'Émilie jusqu'au Congrès de Vienne.

Appartiennent aussi au groupe émilien : 
- En Toscane nord-occidentale
  - le carrarais parlé dans la province de Massa et Carrare
- En Lombardie :
  - le pavesan dans la province de Pavie,
  - le mantouan dans la province de Mantoue,
  - le casalasco du Sud dans la province de Crémone.

## Les limites de l'émilien
Les limites entre les parlers émiliens et les autres dialectes gallo-italiques sont assez difficiles à définir, que ce soit du point de vue de la phonétique ou du vocabulaire.
Certains dialectologues considèrent le pavesan (aussi appelé en italien : pavese-vogherese) comme un parler de transition entre l'émilien proprement dit et le lombard, alors que d'autres l'incluent dans l'émilien. 

Le dialecte de Plaisance, dans lequel l'on trouve des particularités émiliennes, présente des similitudes évidentes, dans le système vocalique et le lexique avec le lombard occidental. Il pourrait, comme le pavesan, être une forme transitoire avec le lombard. 

En revanche, d'autres dialectologues, à la suite de Bernardino Biondelli (Saggio sui dialetti gallo-italici, 1853), considèrent le pavesan comme un dialecte émilien. La position du crémonais est elle aussi controversée.